# Tragiopsis
Tragiopsis är ett släkte av flockblommiga växter. Tragiopsis ingår i familjen flockblommiga växter.
Kladogram enligt Catalogue of Life:
| Tragiopsis | \| \| Tragiopsis hanotei \| \| \| \| \| \| Tragiopsis involucrata \| \| \| \| \| \| Tragiopsis pomeliana \| \| \| \| \| \| Tragiopsis scabriuscula \| \| \| \| |
|            | \| \| Tragiopsis hanotei \| \| \| \| \| \| Tragiopsis involucrata \| \| \| \| \| \| Tragiopsis pomeliana \| \| \| \| \| \| Tragiopsis scabriuscula \| \| \| \| |
|            | Tragiopsis hanotei |
|            | |
|            | Tragiopsis involucrata |
|            | |
|            | Tragiopsis pomeliana |
|            | |
|            | Tragiopsis scabriuscula |
|            | |